# Strand en stuivend duin
Strand en stuivend duin is een natuurdoeltype dat voornamelijk voorkomt in de duinen, op oeverlanden en in afgesloten zeearmen. Het natuurdoeltype vergt een matig droog of droge bodem met een neutrale pH-waarde. Het natuurdoeltype kan instant blijven met een mesotrofe tot meso-eutrofe trofiegraad. Het natuurdoeltype wordt gevoed door regenwater, springtij en incidenteel door zeewater. De bodem bestaat in de meeste gevallen uit duinvaaggronden en vlakvaaggronden. Het natuurdoeltype heeft een diepe grondwaterstand en het grondwater is brak. Er is een oppervlakte van minstens 5 ha nodig voor het natuurdoeltype om in stand te blijven.

## Plantengemeenschappen
Binnen het natuurdoeltype strand en stuivend duin kunnen meerdere plantengemeenschappen voorkomen. Deze plantengemeenschappen hoeven niet allemaal voor te komen om het natuurdoeltype te bereiken.    
| Nederlandse naam                      | Wetenschappelijke naam                                                      |
| ------------------------------------- | --------------------------------------------------------------------------- |
| associatie van loogkruid en zeeraket  | Salsolo-Cakiletum maritimae                                                 |
| rompgemeenschap met zeeraket          | RG Cakile maritima-[Cakiletea maritimae]                                    |
| rompgemeenschap met zeepostelein      | RG Honckenya peploides-[Agropyro-Honckenyion/Salsolo-Honckenyion]           |
| biestarwegras-associatie              | Honckenyo-Agropyretum juncei                                                |
| helm-associatie                       | Elymo-Ammophiletum                                                          |
| rompgemeenschap met helm en zandzegge | RG Ammophila arenaria-Carex arenaria-[Ammophiletea/Koelerio-Corynephoretea] |

## Subtype
Het natuurdoeltype kan onderverdeeld worden in de subtype strand en stuivend duin. De twee subtype verschillen qua morfologie van elkaar en que biodiversiteit. het subtype strand komt overeen met het habitattype embryonale wandelende duinen van de habitatrichtlijn. Het subtype stuivend zand overeen met het habitattype wandelende duinen op de strandwal met Ammophila arenaria.